# Phytoecia affinis
Phytoecia affinis es una especie de escarabajo longicornio del género Phytoecia, subfamilia Lamiinae. Fue descrita científicamente por Harrer en 1784.
Se distribuye por Albania, Alemania, Austria, Bielorrusia, Bosnia y Herzegovina, Bulgaria, Crimea, Croacia, España, Francia, Grecia, Hungría, Italia, Kazajistán, Macedonia, Moldavia, Polonia, República Árabe Siria, Rumania, Rusia, Siberia, Eslovaquia, Eslovenia, Suiza, Chequia, Ucrania y Yugoslavia. Posee una longitud corporal de 9-16 milímetros. El período de vuelo de esta especie ocurre en los meses de mayo, junio y julio.
Parte de su alimentación se compone de plantas de la familia Apiaceae.

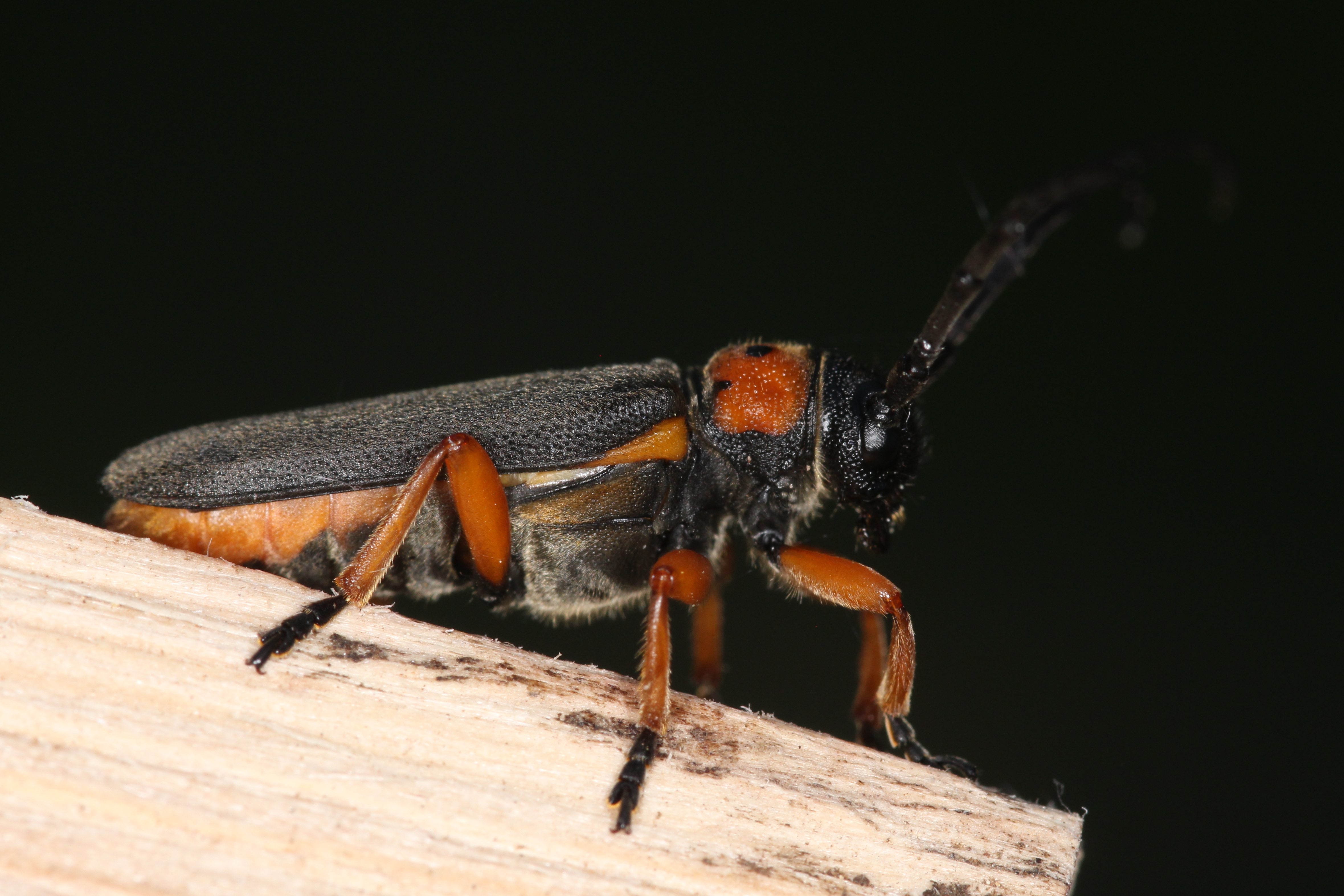
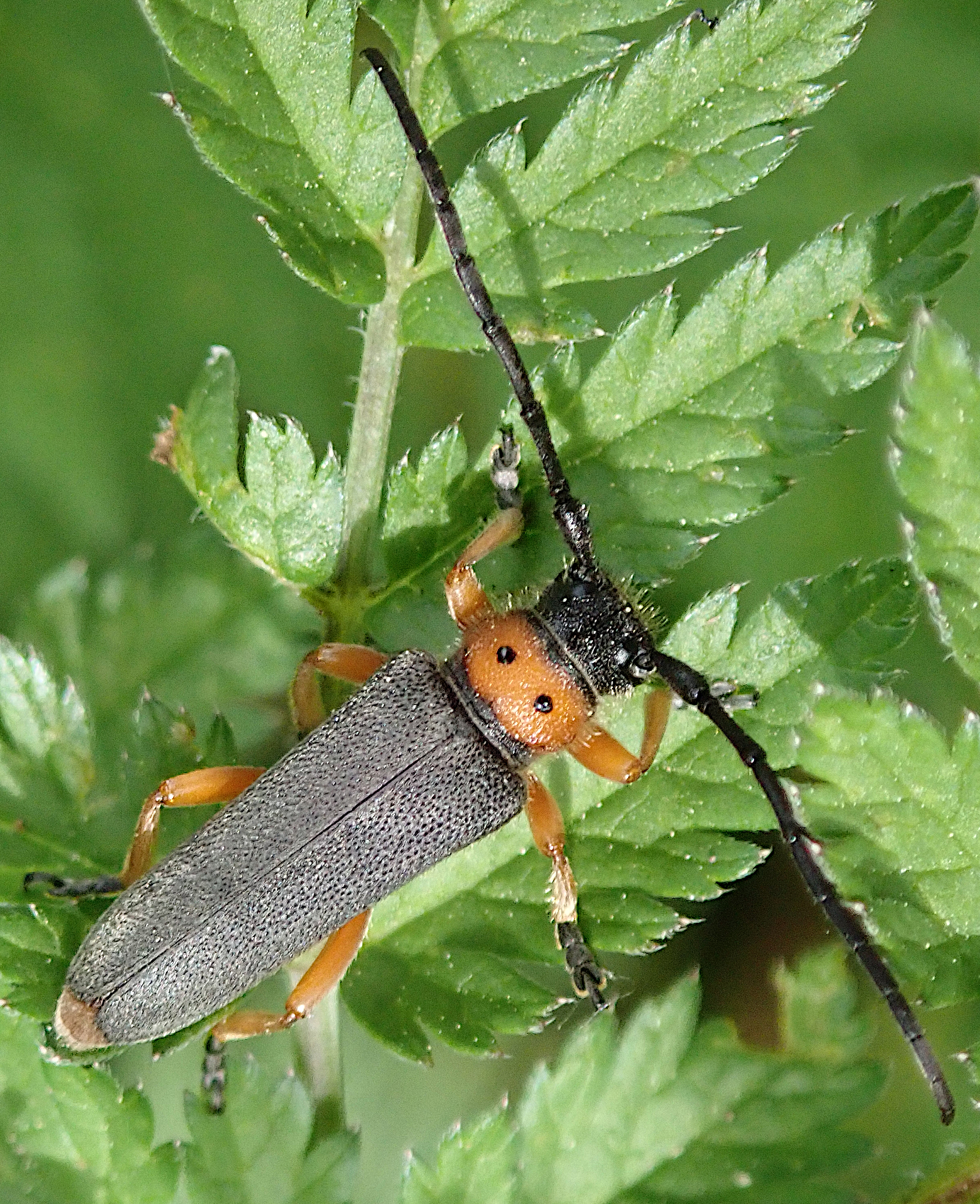
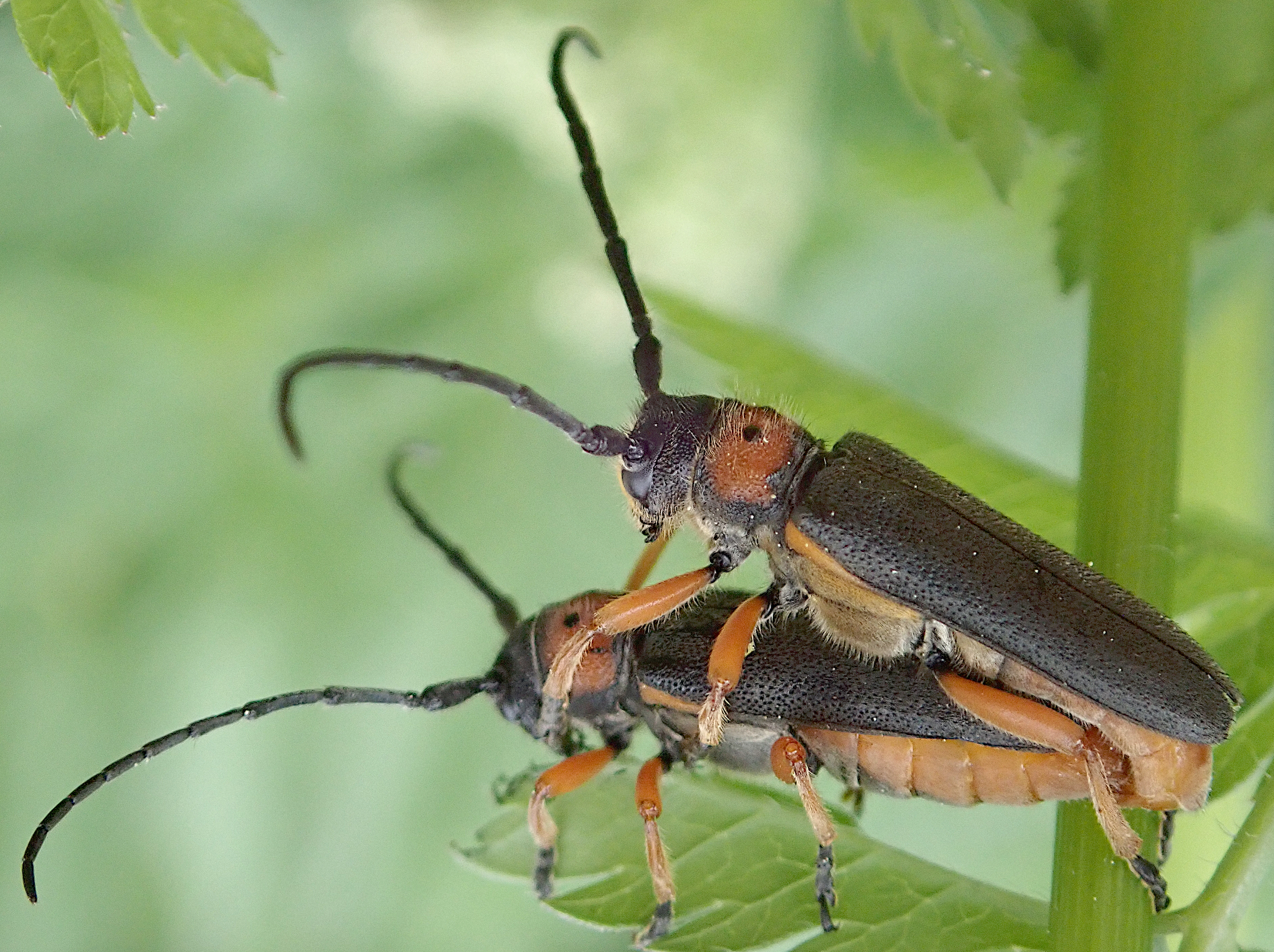